# ぶら。
ぶら。は、zzZ が開発・配布しているIEコンポーネント使用の多機能なタブブラウザである。「素早いブラウジング」をモットーとしている。
開発は終了、配布サイトにてソースも公開されている。

## 特徴と機能
エッチなアイコン
実行ファイルのショートカット用アイコンに、エッチなアイコンが使用されている。なお、通常アイコンの「健全版」も用意されている。
ツールバーのアイコンの一部にもエッチなアイコンが使用されている。
軽快で高速な動作
使用頻度が低い機能はプラグインとして実装しており、起動は高速、動作は軽快である。また、便利な機能のみを実装し、無駄な機能は排除している。
ポップアップ抑止
日本のタブブラウザではポップアップウィンドウをブロックする機能をいち早く実装した。
コンテンツブロック
ページ内に含まれる画像やスクリプト、Flash等に対して、個別URL設定により読み込みを禁止できる。つまり、ポップアップ以外の広告も非表示にできる。
キーモード
ひとつのキー操作だけでコマンドを実行することができる。
その他の機能
- 十字ナビ
- マウスジェスチャー
- 独自右クリックメニュー
- ツールバーを自動で隠す
- タブリスト
- 複数のページを並べて表示 (MDI)

## 履歴
- alpha1 （2002年2月8日） - 開発開始。
- beta1 （2002年3月30日）
- ver1.0.00 RC1 （2006年6月30日）
- ver1.0.00 正式版 （2006年8月19日）
- ver1.2.04 （2007年11月29日） - 最新バージョン。
- ver1.3.00 beta 5（2007年11月29日） - 最新βバージョン。
- ver1.2.04,ver1.3.00 beta5 ソース公開（2010年4月29日）